# Pýrra
Pýrra är en ort i Grekland.   Den ligger i prefekturen Trikala och regionen Thessalien, i den centrala delen av landet, 260 km nordväst om huvudstaden Aten. Pýrra ligger 1 115 meter över havet och antalet invånare är 150.
Terrängen runt Pýrra är bergig västerut, men österut är den kuperad. Runt Pýrra är det glesbefolkat, med 9 invånare per kvadratkilometer. Närmaste större samhälle är Mesochóra, 9,9 km sydväst om Pýrra. Trakten runt Pýrra består till största delen av jordbruksmark.